# Зло не существует
«Зло не существует» (яп. 悪は存在しない Aku wa Sonzai Shinai) — фильм японского режиссёра Рюсукэ Хамагути, главные роли в котором сыграли Хитоси Омика, Рюдзи Косака и Рэи Нисикава. Фильм был показан в рамках основной программы 80-го Венецианского кинофестиваля в сентябре 2023 года и получил Приз Большого жюри.

## Сюжет
Главные герои фильма — мужчина по имени Такуми и его дочь, живущие в маленькой деревне недалеко от Токио. Они узнают о планах строительства глэмпинга совсем рядом с их домом. Жители деревни время от времени слышат вдалеке звуки неизвестных выстрелов.
Два молодых специалиста по связям с общественностью, Такахаси и Маюдзуми, пригласили местных жителей провести собрание, на котором Такуми и другие рассказали им, что ёмкость септика недостаточно велика для запланированной застройки, и когда растает снег, в деревню начнут поступать сточные воды. Слушая, Такахаси и Маюдзуми меняют своё отношение к происходящему, но, доложив о результатах встречи своему боссу, они получают указание нанять Такуми, чтобы тот помог убедить жителей деревни. Вместо этого пара решает остаться в деревне. Во время поездки Такуми рассказывает паре о поведении оленей. Он говорит, что в то время как дикие олени обычно всегда пассивны, подстреленный олень яростно нападает, чтобы защитить своих детёнышей. Вскоре вдалеке раздаётся следующий выстрел.
Дочь Такуми пропадает, и происходят странные вещи, из-за которых кажется, что мир природы отреагировал на кризис, создав параллели в природе. Деревенская община работает сообща, пытаясь найти Хану, но безуспешно. Такуми и Такахаси углубляются в лес и, выйдя с другой стороны, находят Хану рядом с двумя оленятами. Мать-олениха была застрелена. Из воспоминаний видно, что Хана попыталась приблизиться к двум оленям, но раненая мать в ярости напала на Хану, серьёзно ранив её. Когда Такахаси пытается приблизиться к упавшей Хане, Такуми яростно нападает на него и вырубает. Такуми подхватывает Хану и убегает с её телом, а звук затруднённого дыхания слышен на фоне леса, пока он не затихает вдали.

## В ролях
- Хитоси Омика — Такуми[4]
- Рё Нисикава — Хана[4]
- Рюдзи Косака — Такахаси[4]
- Аяка Сибутани — Маюдзуми[4]
- Хадзуки Кикути — Умэмура

## Восприятие
Российский кинокритик Стас Тыркин после премьеры написал, что картина его удивила полным отсутствием сходства с предыдущим фильмом Хамагути, «Сядь за руль моей машины». Автор Variety Джессика Кианг посчитала фильм «тонким и умиротворяющим портретом человечества» и при этом не лучшей работой режиссёра.

## Награды и номинации
- 2023 — Пять призов Венецианского кинофестиваля: Приз Большого жюри, приз ФИПРЕССИ, специальное упоминание Premio CinemaSarà, Premio Fondazione Fai Persona Lavoro Ambiente, премия молодёжного жюри Ca' Foscari.
- 2023 — Гран-при за лучший фильм Лондонского кинофестиваля[6].
- 2023 — участие в конкурсной программе Чикагского и Хайфского кинофестивалей.
- 2023 — Гран-при жюри Азиатско-Тихоокеанской кинопремии, а также 4 номинации: лучший фильм, лучший режиссёр (Рюсукэ Хамагути), лучший сценарий (Рюсукэ Хамагути), лучшая операторская работа (Ёсио Китагава).
- 2024 — две Азиатские кинопремии за лучший фильм и за лучшую оригинальную музыку (Эйко Исибаси), а также 4 номинации: лучший режиссёр (Рюсукэ Хамагути), лучший сценарий (Рюсукэ Хамагути), лучший монтаж (Рюсукэ Хамагути, Адзуса Ямадзаки), лучшая операторская работа (Ёсио Китагава).
- 2024 — номинация на приз ФИПРЕССИ на кинофестивале в Сан-Себастьяне.
- 2024 — участие в конкурсной программе кинофестиваля в Сиэтле.
- 2024 — 7-е место в списке лучших фильмов года по версии «Кайе дю синема».
- 2024 — 6-е место в списке лучших фильмов года по результатам опроса критиков журналом Film Comment.
- 2025 — две премии «Майнити» за лучший сценарий (Рюсукэ Хамагути) и за лучшую музыку (Эйко Исибаси).